# Swissair
Swissair AG/S.A. (německy Schweizerische Luftverkehr-AG; francouzsky S.A. Suisse pour la Navigation Aérienne) byl švýcarský národní letecký dopravce založený v roce 1931. Zkrachoval v roce 2002.
Firma vznikla fúzí společností Balair a Ad Astra Aero. Po většinu 71 let existence byl Swissair jednou z největších mezinárodních leteckých společností, které se říkalo "létající banka" kvůli finanční stabilitě, která způsobila, že byla považována za švýcarský národní symbol a ikonu. Sídlo měla na letišti v Curychu a v Klotenu.
V roce 1997 byla Swissair Group přejmenována na SAirGroup (i když název Swissair Group se v roce 2001 vrátil) se čtyřmi částmi.
Zatížena nadměrnou expanzí na konci 90. let a po hospodářském útlumu po útocích z 11. září 2001 ztrácela aktiva společnosti Swissair dramaticky hodnotu, čímž byla již v říjnu 2001 letecká společnost znepokojena. Na živu byla držena federální vládou do 31. března 2002.
1. dubna 2002 byl založen na základě firmy Crossair nástupce Swiss International Air Lines, který od Swissairu převzal většinu spojů, letadel i personálu. V dnešní době společnost SAirGroup stále existuje a je v procesu likvidace. Swiss International Air Lines byla v roce 2005 převzata německou společností Lufthansa.